# Eparchie moskevská
Eparchie moskevská je eparchie ruské pravoslavné církve nacházející se v Rusku.

## Území a titul biskupa
Zahrnuje správní hranice města Moskva a Moskevské oblasti.
Eparchiálním biskupem je patriarcha moskevský a celé Rusi.

## Historie
Moskevská eparchie oficiálně existuje od roku 1461 kdy byl Feodosij (Byvalcev) jmenován metropolitou moskevským a celé Rusi. Jeho předchůdci, kteří však sídlili od roku 1325 v Moskvě, nosili titul kyjevský a celé Rusi.
Roku 1589 byl zřízen patriarchát a moskevská eparchie se změnila na patriarchální oblast.
Roku 1700 po smrti patriarchy Adriana řídili patriarchální oblast jiní eparchiální biskupové.
Roku 1721 byl patriarchát zrušen.
Od roku 1721 do roku 1742 byla moskevská eparchie spravována Největším synodem.
Dne 1. září 1742 byla rozdělena moskevská a sanktpetěrburská eparchie.
Roku 1799 se k moskevské eparchii připojila jako vikariát eparchie kolomenská.
Roku 1917 byl patriarchát obnoven. Moskevská eparchie se stala patriarchální oblastí, jejíž správa byla svěřena patriarchálním zástupcům s titulem metropolita krutický (od roku 1919). Roku 1934 kdy nebyla naděje na uspořádání koncilu a zvolení moskevského patriarchy, metropolita Sergij (Stragorodskij), prozatímní patriarchální zástupce locum tenens přijal titul Jeho Blaženost metropolita moskevský a kolomenský. Tento titul si držel až do září 1943.
Dne 13. dubna 2021 bylo Svatým synodem vyčleněno z moskevské eparchie pět nových eparchií, které byly sjednoceny pod nově vzniklou moskevskou metropoli. Hlavou metropole se stal metropolita krutický a kolomenský.

## Seznam biskupů

### Metropolité a patriarchové moskevští
Úplný seznam metropolitů a patriarchů obsahuje článek Seznam moskevských metropolitů a patriarchů.

### Současní vikarijní biskupové patriarchy moskevského a celé Rusi
- od 2005 Pankratij (Žerděv), biskup troický
- od 2013 Panteleimon (Šatov), biskup verejský
- od 2015 Antonij (Sevrjuk), metropolita volokolamský
- od 2019 Porfirij (Šutov), biskup ozerský
- od 2019 Alexij (Polikarpov), biskup solněčnogorský
- od 2019 Serafim (Amelčenkov), biskup istrinský
- od 2019 Savva (Tutunov), biskup zelenogradský
- od 2019 Feognost (Guzikov), metropolita kaširský
- od 2021 Tichon (Nědosekin), biskup vidnovský
- od 2021 Roman (Gavrilov), biskup serpuchovský
- od 2021 Iosif (Koroljov), biskup možajský
- od 2021 Jevfimij (Moisejev), biskup luchovický
- od 2022 Siluan (Vjurov), biskup pavlovo-posadský
- od 2022 Konstantin (Ostrovskij), biskup zarajský
- od 2023 Nikandr (Pilišin), biskup naro-fominský
- od 2024 Alexij (Turikov), biskup ramenský
- od 2024 Mefodij (Zinkovskij), biskup jegorjevský

#### První vikář patriarchy moskevského a celé Rusi
- od 2019 Dionisij (Porubaj), metropolita voskresenský